# 張繼昌
張繼昌（？—？），中國清朝官員，直隸宛平縣人。監生出身。
道光十二年（1832年），張繼昌以典史身分接替邵用之，代理台灣府嘉義縣知縣。掌管今嘉義縣、嘉義市、雲林縣一帶政事。